# Lijst van vlinders in Mauritius

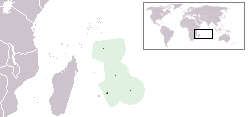
Locatie van Mauritius

Deze lijst van vlinders in Mauritius toont de 43 soorten dagvlinders en 445 soorten nachtvlinders die bekend zijn van Mauritius.

## Dagvlinders

### Papilionidae

#### Papilioninae

##### Papilionini
- Papilio demodocus demodocus Esper, [1798]
- Papilio manlius Fabricius, 1798

### Pieridae

#### Coliadinae
- Terias brigitta pulchella (Boisduval, 1833)
- Terias floricola ceres (Butler, 1886)
- Catopsilia florella (Fabricius, 1775)
- Catopsilia thauruma (Reakirt, 1866)

### Lycaenidae

#### Theclinae

##### Deudorigini
- Deudorix antalus (Hopffer, 1855)

#### Polyommatinae

##### Polyommatini
- Pseudonacaduba sichela reticulum (Mabille, 1877)
- Cacyreus darius (Mabille, 1877)
- Zizeeria knysna (Trimen, 1862)
- Zizina otis antanossa (Mabille, 1877)
- Zizula hylax (Fabricius, 1775)
- Lampides boeticus (Linnaeus, 1767)
- Leptotes durrelli Fric, Pyrcz & Wiemers, 2019
- Leptotes jeanneli (Stempffer, 1935)
- Leptotes mandersi (Druce, 1907)
- Leptotes pirithous pirithous (Linnaeus, 1767)
- Luthrodes pandava pandava (Horsfield, 1829)

### Nymphalidae

#### Libytheinae
- Libythea cinyras Trimen, 1866 (uitgestorven)

#### Charaxinae

##### Charaxini
- Charaxes (Charaxes) cithaeron Felder & Felder, 1859

#### Danainae

##### Danaini
- Amauris phoedon (Fabricius, 1798)
- Danaus chrysippus chrysippus (Linnaeus, 1758)
- Danaus plexippus plexippus (Linnaeus, 1758)
- Euploea desjardinsii (Guérin-Méneville, 1844)
- Euploea euphon (Fabricius, 1798)

#### Satyrinae

##### Satyrini
- Heteropsis narcissus narcissus (Fabricius, 1798)

##### Melanitini
- Melanitis leda (Linnaeus, 1758)

#### Nymphalinae

##### Nymphalini
- Antanartia borbonica mauritiana Manders, 1908
- Vanessa cardui (Linnaeus, 1758)

##### Junoniini
- Junonia goudotii (Boisduval, 1833)
- Junonia rhadama (Boisduval, 1833)
- Salamis augustina vinsoni Le Cerf, 1922
- Hypolimnas anthedon drucei (Butler, 1874)
- Hypolimnas bolina jacintha (Drury, [1773])
- Hypolimnas misippus (Linnaeus, 1764)

#### Limenitidinae

##### Neptini
- Neptis frobenia (Fabricius, 1798)

#### Heliconiinae

##### Vagrantini
- Phalanta phalantha aethiopica (Rothschild & Jordan, 1903)

### Hesperiidae

#### Coeliadinae
- Coeliades forestan forestan (Stoll, [1782])
- Coeliades pansa (Hewitson, [1867])

#### Tagiadinae

##### Tagiadini
- Eagris sabadius (Gray, 1832)

#### Hesperiinae

##### Erionotini
- Erionota torus Evans 1941

##### Baorini
- Borbo borbonica borbonica (Boisduval, 1833)
- Parnara naso naso (Fabricius, 1798)

## Nachtvlinders

### Meessiidae
- Eudarcia oceanica Bippus, 2020

### Tineidae
- Ogmocoma pharmacista Meyrick, 1924

#### Erechthiinae
- Erechthias zebrina (Butler, 1881)

#### Hieroxestinae
- Amphixystis aethalopis (Meyrick, 1930)
- Amphixystis canthopa (Meyrick, 1924)
- Amphixystis chrysodora (Meyrick, 1924)
- Amphixystis crocinacma (Meyrick, 1930)
- Amphixystis crypsirias (Meyrick, 1930)
- Amphixystis fragosa (Meyrick, 1910)
- Amphixystis hydrochalca (Meyrick, 1930)
- Amphixystis pentacarpa (Meyrick, 1910)
- Amphixystis sciadocoma (Meyrick, 1924)
- Amphixystis serrata (Meyrick, 1914)
- Amphixystis siccata (Meyrick, 1910)
- Amphixystis spathistis (Meyrick, 1930)
- Amphixystis syntricha (Meyrick, 1910)
- Amphixystis trixysta (Meyrick, 1910)
- Opogona autogama (Meyrick, 1915)
- Opogona incorrectella Viette, 1957
- Opogona iridogramma Meyrick, 1924
- Opogona omoscopa (Meyrick, 1893)
- Opogona phaeochalca Meyrick, 1908
- Opogona sacchari (Bojer, 1856)

#### Myrmecozelinae
- Protaphreutis antipyla Meyrick, 1930
- Protaphreutis borboniella (Boisduval, 1833)
- Protaphreutis brasmatias Meyrick, 1930
- Protaphreutis cubitalis (Meyrick, 1910)
- Protaphreutis leucopsamma Meyrick, 1930
- Protaphreutis sauroderma Meyrick, 1930
- Scalmatica malacista (Meyrick, 1924)
- Tineovertex flavilineata Bippus, 2016

#### Scardiinae
- Archyala pagetodes (Meyrick, 1911)

#### Setomorphinae
- Setomorpha rutella Zeller, 1852

#### Tineinae
- Praeacedes atomosella (Walker, 1863)
- Tinea saltatrix Meyrick, 1930

### Gracillariidae

#### Acrocercopinae
- Acrocercops macrochalca Meyrick, 1910
- Phodoryctis caerulea (Meyrick, 1912)

#### Gracillariinae

##### Gracillariini
- Aspilapteryx pentaplaca (Meyrick, 1911)
- Callicercops triceros (Meyrick, 1926)
- Macarostola eugeniella (Viette, 1951)

#### Lithocolletinae
- Phyllonorycter trochetellus De Prins, 2012

#### Phyllocnistinae

##### Phyllocnistini
- Phyllocnistis citrella Stainton, 1856

### Bedelliidae
- Bedellia somnulentella (Zeller, 1847)

### Glyphipterigidae

#### Glyphipteriginae
- Chrysocentris ditiorana (Walker, 1863)

### Lyonetiidae

#### Cemiostominae
- Leucoptera coffeella (Guérin-Méneville, 1842)
- Leucoptera meyricki Ghesquière, 1940

#### Lyonetiinae
- Lyonetia carcinota Meyrick, 1910

### Plutellidae
- Helenodes platyacma Meyrick, 1930
- Plutella xylostella (Linnaeus, 1758)

### Praydidae
- Prays citri (Millière, 1873)

### Yponomeutidae

#### Yponomeutinae
- Xyrosaris obtorta Meyrick, 1924

### Batrachedridae

#### Batrachedrinae
- Batrachedra arenosella (Walker, 1864)
- Idioglossa bigemma mascarena Bippus, 2016

### Cosmopterigidae

#### Chrysopeleiinae
- Gisilia armigera (Meyrick, 1923)
- Gisilia sclerodes (Meyrick, 1909)
- Ithome lassula Hodges, 1962

#### Cosmopteriginae
- Anatrachyntis coriacella (Snellen, 1901)
- Anatrachyntis incertulella (Walker, 1864)
- Anatrachyntis rileyi (Walsingham, 1882)
- Cosmopterix attenuatella (Walker, 1864)
- Cosmopterix dacryodes Meyrick, 1910
- Eteobalea vinsoni (Viette, 1953)

### Cryptolechiidae
- Orophia thesmophila (Meyrick, 1930)

### Depressariidae

#### Stenomatinae
- Orygocera amphitricha (Meyrick, 1910)
- Orygocera lenobapta Meyrick, 1924
- Orygocera tryphoxantha (Meyrick, 1930)

### Gelechiidae

#### Anacampsinae

##### Anacampsini
- Bilobata subsecivella (Zeller, 1852)
- Mesophleps palpigera (Walsingham, 1891)

##### Chelariini
- Anarsia citromitra Meyrick, 1921
- Anarsia vinsonella Viette, 1957

#### Apatetrinae

##### Pexicopiini
- Sitotroga cerealella (Olivier, 1789)

#### Dichomeridinae
- Dichomeris acuminatus (Staudinger, 1876)
- Dichomeris hortulana (Meyrick, 1918)
- Helcystogramma convolvuli (Walsingham, 1908)

#### Gelechiinae

##### Gnorimoschemini
- Scrobipalpa concreta (Meyrick, 1914)
- Thiognatha mameti Viette, 1953

#### Thiotrichinae
- Thiotricha tenuis (Walsingham, 1891)

### Oecophoridae

#### Oecophorinae
- Ancylometis dilucida Meyrick, 1910
- Ancylometis metacrocota Meyrick, 1930
- Ancylometis phylotypa Meyrick, 1930
- Ancylometis trigonodes Meyrick, 1887
- Cenarchis capitolina Meyrick, 1924
- Cenarchis celebrata Meyrick, 1924
- Cenarchis liopsamma Meyrick, 1924
- Cenarchis plectrophora Meyrick, 1924
- Cenarchis priscata Meyrick, 1924
- Cenarchis vesana Meyrick, 1924
- Cenarchis veterata Meyrick, 1924
- Hypercallia haematella (Felder & Rogenhofer, 1875)
- Metachanda astrapias (Meyrick, 1887)
- Metachanda baryscias Meyrick, 1930
- Metachanda brachychlaena Meyrick, 1930
- Metachanda declinata Meyrick, 1924
- Metachanda drypsolitha Meyrick, 1930
- Metachanda eophaea Meyrick, 1930
- Metachanda fimbriata Meyrick, 1910
- Metachanda gymnosopha Meyrick, 1930
- Metachanda holombra Meyrick, 1930
- Metachanda larochroa Meyrick, 1930
- Metachanda malevola Meyrick, 1924
- Metachanda oxyphrontis Meyrick, 1930
- Metachanda ptilodoxa Meyrick, 1930
- Metachanda sublevata Meyrick, 1924
- Metachanda taphrospila Meyrick, 1930
- Metachanda thaleropis Meyrick, 1911
- Metachanda trisemanta Meyrick, 1930
- Oxycrates xanthopeda Meyrick, 1930
- Semnocosma necromantis Meyrick, 1924
- Tanychastis lysigama Meyrick, 1910
- Taragmarcha filicincta Meyrick, 1930
- Taragmarcha glutinata Meyrick, 1930
- Taragmarcha laqueata Meyrick, 1910

### Pterophoridae

#### Ochyroticinae
- Ochyrotica rufa Arenberger, 1987

#### Pterophorinae

##### Exelastini
- Exelastis luqueti (Gibeaux, 1994)
- Exelastis phlyctaenias (Meyrick, 1911)
- Exelastis pumilio (Zeller, 1873)

##### Oidaematophorini
- Hellinsia mauritius (Gibeaux, 1994)

##### Oxyptiliini
- Antarches tessmanni (Strand, 1913)
- Megalorhipida leucodactylus (Fabricius, 1794)
- Oxyptilus epidectes Meyrick, 1908
- Sphenarches anisodactylus (Walker, 1864)
- Sphenarches caffer (Zeller, 1852)
- Stenodacma wahlbergi (Zeller, 1852)

##### Platyptiliini
- Lantanophaga pusillidactylus (Walker, 1864)
- Platyptilia censoria Meyrick, 1910
- Platyptilia farfarellus (Zeller, 1867)
- Platyptilia fulva Bigot, 1964
- Platyptilia vinsoni Gibeaux, 1994
- Stenoptilodes taprobanes (Felder & Rogenhofer, 1875)

### Copromorphidae
- Copromorpha aeruginea Meyrick, 1917

### Immidae
- Imma infima Meyrick, 1930

### Choreutidae

#### Choreutinae
- Anthophila ialeura (Meyrick, 1912)
- Anthophila turilega (Meyrick, 1924)
- Brenthia leptocosma Meyrick, 1916
- Tebenna micalis dialecta Diakonoff, 1985
- Tebenna micalis micalis (Mann, 1857)

### Tortricidae

#### Olethreutinae

##### Bactrini
- Bactra stagnicolana Zeller, 1852
- Bactra transvola Meyrick, 1924
- Syntozyga ephippias (Meyrick, 1907)

##### Enarmoniini
- Tetramoera schistaceana (Snellen, 1891)

##### Eucosmini
- Cosmetra spiculifera (Meyrick, 1913)
- Crocidosema lantana Busck, 1910
- Crocidosema plebejana Zeller, 1847
- Megaherpystis thalameuta (Meyrick, 1918)
- Mystogenes astatopa Meyrick, 1930
- Strepsicrates rhothia (Meyrick, 1910)
- Strepsicrates sinuosa (Meyrick, 1917)

##### Grapholitini
- Coniostola stereoma (Meyrick, 1912)
- Cryptophlebia peltastica (Meyrick, 1921)
- Cryptophlebia rhynchias (Meyrick, 1905)
- Cryptophlebia semilunana (Saalmüller, 1880)
- Cryptophlebia williamsi Bradley, 1953
- Eucosmocydia macabensis Brown & Razowski, 2022
- Grapholita atrana Mabille, 1900
- Grapholita delineana Walker, 1863
- Leguminivora anthracotis (Meyrick, 1913)
- Thaumatotibia ecnomia (Diakonoff, 1974)
- Thaumatotibia leucotreta (Meyrick, 1913)

##### Olethreutini
- Cosmorrhyncha acrocosma (Meyrick, 1908)
- Cosmorrhyncha ocellata (Mabille, 1900)
- Eccopsis incultana (Walker, 1863)
- Lobesia aeolopa Meyrick, 1907
- Lobesia embrithes Diakonoff, 1961
- Lobesia oxypercna (Meyrick, 1930)
- Lobesia vanillana (Joannis, 1900)
- Olethreutes symmictopa (Meyrick, 1930)

#### Tortricinae

##### Archipini
- Adoxophyes ergatica Meyrick, 1911
- Adoxophyes telestica Meyrick, 1930
- Borboniella discruciata (Meyrick, 1930)
- Borboniella rosacea Diakonoff, 1960
- Procrica sanidota (Meyrick, 1912)

##### Tortricini
- Brachiolia amblopis (Meyrick, 1911)
- Brachiolia egenella (Walker, 1864)
- Tortrix ochnotoma Meyrick, 1930

### Thyrididae

#### Siculodinae
- Hapana carcealis Whalley, 1971
- Kalenga ansorgei (Warren, 1899)

#### Striglininae
- Banisia clathrula (Guenée, 1877)

### Hyblaeidae
- Hyblaea mauricea de Freina & Buchsbaum, 2012
- Hyblaea puera (Cramer, 1777)

### Crambidae

#### Acentropinae
- Argyractis coloralis (Guenée, 1854)
- Eoophyla guillermetorum (Viette, 1988)
- Eoophyla reunionalis (Viette, 1988)
- Parapoynx diminutalis Snellen, 1880
- Parapoynx fluctuosalis (Zeller, 1852)

#### Crambinae

##### Chiloini
- Chilo sacchariphagus (Bojer, 1856)

##### Crambini
- Angustalius malacellus (Duponchel, 1836)
- Conocramboides seychellellus (Fletcher T. B., 1910)
- Culladia achroellum (Mabille, 1900)
- Culladia admigratella (Walker, 1963)
- Culladia inconspicuellus (Snellen, 1872)
- Culladia troglodytellus (Snellen, 1872)

#### Glaphyriinae

##### Glaphyriini
- Hellula undalis (Fabricius, 1781)

#### Pyraustinae

##### Portentomorphini
- Cryptosara caritalis (Walker, 1859)
- Isocentris filalis (Guenée, 1854)

##### Pyraustini
- Chobera fulvale (Joannis, 1932)
- Pagyda pulvereiumbralis (Hampson, 1918)
- Pagyda trivirgalis Joannis, 1932
- Pyrausta pastrinalis (Guenée, 1862)
- Pyrausta phoenicealis (Hübner, 1818)
- Stenochora lancinalis (Guenée, 1854)

#### Scopariinae
- Scoparia benigna Meyrick, 1910

#### Spilomelinae
- Nausinoe geometralis (Guenée, 1854)
- Pramadea minoralis (Warren, 1892)

##### Agroterini
- Notarcha quaternalis (Zeller, 1852)
- Psara acrospila (Meyrick, 1886)
- Psara aprepia (Hampson, 1913)
- Psara dorcalis (Guenée, 1862)

##### Herpetogrammatini
- Eurrhyparodes bracteolalis (Zeller, 1852)
- Eurrhyparodes tricoloralis (Zeller, 1852)
- Herpetogramma phaeopteralis (Guenée, 1854)

##### Hymeniini
- Spoladea recurvalis (Fabricius, 1775)

##### Margaroniini
- Agathodes musivalis Guenée, 1854
- Chabulina cineralis (Joannis, 1932)
- Cirrhochrista nivea (Joannis, 1932)
- Diaphania indica (Saunders, 1851)
- Filodes costivitralis Guenée, 1862
- Glyphodes mascarenalis Joannis, 1906
- Glyphodes stolalis Guenée, 1854
- Maruca vitrata (Fabricius, 1787)
- Omiodes indicata (Fabricius, 1775)
- Palpita vitrealis (Rossi, 1794)
- Stemorrhages sericea (Drury, 1773)
- Synclera traducalis (Zeller, 1852)
- Zebronia phenice (Cramer, 1782)

##### Nomophilini
- Bocchoris inspersalis (Zeller, 1852)
- Nomophila noctuella (Denis & Schiffermüller, 1775)
- Pardomima viettealis Martin, 1956
- Sameodes cancellalis (Zeller, 1852)

##### Spilomelini
- Marasmia poeyalis (Boisduval, 1833)
- Marasmia trapezalis (Guenée, 1854)
- Orphanostigma abruptalis (Walker, 1859)
- Orphanostigma haemorrhoidalis (Guenée, 1854)

##### Steniini
- Bradina admixtalis (Walker, 1859)
- Piletocera reunionalis Viette, 1957
- Piletocera viperalis (Guenée, 1862)

##### Trichaeini
- Prophantis smaragdina (Butler, 1875)

##### Udeini
- Udea ferrugalis (Hübner, 1796)

### Pyralidae

#### Chrysauginae
- Parachma lequettealis Guillermet, 2011

#### Galleriinae

##### Tirathabini
- Aphomia cephalonica (Stainton, 1866)
- Lamoria clathrella (Ragonot, 1888)

#### Phycitinae

##### Anerastiini
- Maliarpha separatella Ragonot, 1888

##### Phycitini
- Cactoblastis cactorum (Berg, 1885)
- Cadra cautella (Walker, 1863)
- Ceutholopha isidis (Zeller, 1867)
- Elegia impecuniosella (Leraut G., 2019)
- Etiella zinckenella (Treitschke, 1832)
- Hypargyria metalliferella Ragonot, 1888
- Lugubraphycita morosalis (Saalmüller, 1880)
- Malgachinsula mascarinicolella Leraut G., 2019
- Pempelia strophocomma (Joannis, 1932)
- Phycita demidovi Guillermet, 2007
- Phycita diaphana (Staudinger, 1870)
- Pseudoceroprepes irisella (Guenée, 1862)
- Syringia pectinatella (Joannis, 1915)

#### Pyralinae

##### Hypotiini
- Hypotia saramitoi (Guillermet, 1996)

##### Pyralini
- Hypsopygia mauritialis (Boisduval, 1833)
- Hypsopygia nostralis (Guenée, 1854)
- Pyralis manihotalis Guenée, 1854

### Sphingidae

#### Macroglossinae

##### Hemarini
- Cephonodes trochilus (Guérin-Méneville, 1843)

##### Macroglossini
- Daphnis nerii (Linnaeus, 1758)

###### Choerocampina
- Basiothia medea (Fabricius, 1781)
- Euchloron megaera lacordairei  (Boisduval, 1833)
- Hippotion celerio (Linnaeus, 1758)
- Hippotion eson (Cramer, 1779)
- Hippotion isis Rothschild & Jordan, 1903

##### Macroglossina
- Macroglossum aesalon Mabille, 1880
- Macroglossum soror Rothschild & Jordan, 1903
- Nephele oenopion oenopion (Hübner, 1824)

#### Sphinginae
- Coelonia fulvinotata (Butler, 1875)
- Coelonia solani solani (Boisduval, 1833)

##### Sphingini

###### Acherontiina
- Acherontia atropos (Linnaeus, 1758)
- Agrius convolvuli (Linnaeus, 1758)

### Geometridae

#### Ennominae
- Darisodes orygaria mauritiaria (Mabille, 1893)

##### Boarmiini
- Afroracotis incompletaria atrilunaria (Mabille, 1893)
- Ascotis antelmaria antelmaria (Mabille, 1893)
- Ascotis antelmaria marmorata (Warren, 1897)

##### Caberini
- Erastria madecassaria (Boisduval, 1833)
- Morabia distinctaria (Joannis, 1915)
- Morabia herbuloti (Orhant, 2003)

##### Macariini
- Isturgia deerraria (Walker, 1861)

#### Geometrinae

##### Comostolini
- Comostolopsis viridellaria (Mabille, 1898)

##### Hemistolini
- Thalassodes quadraria Guenée, 1857

##### Hemitheini
- Phaiogramma stibolepida (Butler, 1879)

##### Pseudoterpnini
- Mimandria diospyrata (Boisduval, 1833)
- Pingasa hypoleucaria rhodozona Joannis, 1932

#### Larentiinae
- Camelopteryx multicolor Joannis, 1906

##### Asthenini
- Venusia distrigaria (Boisduval, 1833)

##### Eupitheciini
- Casuariclystis latifascia (Walker, 1866)
- Chloroclystis costicavata Joannis, 1932
- Chloroclystis exilipicta Joannis, 1906
- Chloroclystis latifasciata Joannis, 1932
- Gymnoscelis rubricata (Joannis, 1932)
- Mesocolpia nanula (Mabille, 1900)
- Pasiphila derasata (Bastelberger, 1905)

##### Melanthiini
- Collix inaequata Guenée, 1862

##### Xanthorhoini
- Disclisioprocta natalata (Walker, 1862)
- Orthonama quadrisecta Herbulot, 1954
- Xanthorhoe eugraphata (Joannis, 1915)

#### Sterrhinae

##### Cyllopodini
- Dithecodes purpuraria Joannis, 1932

##### Rhodometrini
- Traminda obversata (Walker, 1861)

##### Scopulini
- Problepsis mitis Joannis, 1932
- Scopula caesaria (Walker, 1861)
- Scopula minorata (Boisduval, 1833)
- Scopula serena Prout L. B., 1920

### Uraniidae

#### Epipleminae
- Epiplema melanosticta Joannis, 1915
- Epiplema toulgoeti Boudinot, 1982
- Phazaca theclata (Guenée, 1857)

### Erebidae
- Janseodes melanospila (Guenée, 1852)
- Prominea porrecta (Saalmüller, 1880)
- Rhesala moestalis (Walker, 1866)

#### Aganainae
- Asota borbonica (Boisduval, 1833)
- Sommeria septempuncta (Hampson, 1910)

#### Anobinae
- Plecoptera punctilineata Hampson, 1910

#### Arctiinae

##### Amerilini
- Amerila vidua mauritia (Cramer, 1781)

##### Arctiini

###### Nyctemerina
- Nyctemera insulare (Boisduval, 1833)

###### Utetheisina
- Argina astrea (Drury, 1773)
- Utetheisa cruentata (Butler, 1881)
- Utetheisa elata elata (Fabricius, 1798)
- Utetheisa pulchella (Linnaeus, 1758)
- Utetheisa pulchelloides Hampson, 1907

##### Lithosiini

###### Eilemina
- Eilema squalida (Guenée, 1862)
- Eilema viettei Toulgoët, 1954

##### Syntomini

###### Syntomina
- Dysauxes florida Joannis, 1906

#### Boletobiinae

##### Araeopteronini
- Araeopteron obliquifascia (Joannis, 1910)
- Araeopteron papaziani Guillermet, 2009

##### Boletobiini
- Argyrolopha costibarbata Hampson, 1914

##### Eublemmini
- Corgatha terracotta Joannis, 1910
- Eublemma accedens (Felder & Rogenhofer, 1875)
- Eublemma apicimacula (Mabille, 1880)
- Eublemma baccatrix Hacker, 2019
- Eublemma cochylioides (Guenée, 1852)
- Eublemma costimacula costimacula (Saalmüller, 1880)
- Eublemma viettei (Berio, 1954)
- Lophoruza affulgens (Saalmüller, 1881)
- Metachrostis perplexa (Saalmüller, 1891)
- Oruza divisa (Walker, 1862)

##### Phytometrini
- Gesonia obeditalis Walker, 1859
- Pleuronodes arida (Hampson, 1902)

#### Calpinae
- Maxera marchalii (Boisduval, 1833)

#### Erebinae

##### Amphigoniini
- Lacera alope (Cramer, 1780)

##### Catephiini
- Catephia linteola Guenée, 1852

##### Cocytiini
- Serrodes korana (Felder R. & Rogenhofer, 1875)
- Serrodes trispila (Mabille, 1890)

##### Erebini
- Erebus walkeri (Butler, 1875)

##### Euclidiini
- Mocis conveniens (Walker, 1858)
- Mocis mayeri (Boisduval, 1833)
- Mocis proverai Zilli, 2000
- Trigonodes hyppasia (Cramer, 1779)

##### Hulodini
- Ericeia congregata (Walker, 1858)
- Ericeia congressa (Walker, 1858)
- Ericeia inangulata (Guenée, 1852)

##### Ophiusini
- Ophiusa tirhaca (Cramer, 1777)

##### Pandesmini
- Polydesma umbricola Boisduval, 1833

##### Pericymini
- Lophotavia incivilis (Walker, 1865)
- Pericyma mendax (Walker, 1858)
- Pericyma vinsonii (Guenée, 1862)

##### Poaphilini
- Achaea catella Guenée, 1852
- Achaea finita (Guenée, 1852)
- Achaea infinita (Guenée, 1852)
- Achaea klugii (Boisduval, 1833)
- Achaea lienardi (Boisduval, 1833)
- Achaea trapezoides (Guenée, 1862)
- Achaea umbrigera Mabille, 1898
- Achaea violaceofascia (Saalmüller, 1891)
- Chalciope delta (Boisduval, 1833)
- Dysgonia algira (Linnaeus, 1767)
- Dysgonia angularis (Boisduval, 1833)
- Dysgonia properans (Walker, 1858)
- Dysgonia torrida (Guenée, 1852)
- Grammodes bifasciata (Petagna, 1787)

#### Eulepidotinae
- Anticarsia rubricans (Boisduval, 1833)

#### Herminiinae
- Hydrillodes aviculalis Guenée, 1862
- Hydrillodes uliginosalis Guenée, 1854
- Nodaria externalis Guenée, 1854
- Progonia matilei matilei Orhant, 2001
- Simplicia extinctalis (Zeller, 1852)
- Simplicia inflexalis Guenée, 1854

#### Hypeninae
- Catada obscura Joannis, 1906
- Hypena commixtalis Zeller, 1852
- Hypena gravalis Mabille, 1898
- Hypena hemiphaea hemiphaea Joannis, 1915
- Hypena muscosoides Poole, 1989
- Hypena semilutea (Snellen, 1872)
- Hypena simplicalis Zeller, 1852
- Hypena strigatus (Fabricius, 1798)
- Hypena varialis Walker, 1866
- Trichypena quadra Joannis, 1915
- Zekelita angulalis (Mabille, 1880)

#### Pangraptinae
- Gracilodes caffra Guenée, 1852
- Gracilodes nysa Guenée, 1852

#### Rivulinae
- Rivula dispar Joannis, 1915

#### Scoliopteryginae
- Anomis flava (Fabricius, 1775)
- Anomis lophognatha Hampson, 1926
- Anomis sabulifera (Guenée, 1852)

### Euteliidae

#### Euteliinae
- Eutelia discitriga Walker, 1865
- Eutelia gaedei Hacker & Kobes, 2006
- Eutelia geraea Hampson, 1905

#### Stictopterinae

##### Odontodini
- Lophoptera litigiosa (Boisduval, 1833)

##### Stictopterini
- Gyrtona polymorpha Hampson, 1905

### Noctuidae

#### Acontiinae
- Diastema tigris Guenée, 1852

#### Agaristinae
- Pseudcraspedia punctata Hampson, 1898

#### Bagisarinae
- Bryophilopsis nesta (Fletcher T. B., 1910)

##### Bagisarini
- Amyna axis Guenée, 1852
- Pardoxia graellsii (Feisthamel, 1837)

#### Condicinae

##### Condicini
- Condica conducta (Walker, 1857)
- Condica pauperata (Walker, 1858)

#### Eriopinae
- Callopistria cariei (Joannis, 1915)
- Callopistria maillardi (Guenée, 1862)

#### Eustrotiinae
- Maliattha blandula (Guenée, 1862)

#### Hadeninae

##### Leucaniini
- Leucania curvula Walker, 1856
- Leucania insulicola Guenée, 1852
- Leucania loreyi (Duponchel, 1827)
- Leucania perstriata (Hampson, 1909)
- Leucania phaea Hampson, 1902
- Mythimna borbonensis Guillermet, 1996
- Mythimna infrargyrea (Saalmüller, 1891)
- Mythimna languida (Walker, 1858)
- Mythimna pyrausta (Hampson, 1913)
- Vietteania torrentium (Guenée, 1852)

#### Heliothinae
- Helicoverpa armigera (Hübner, 1808)

#### Noctuinae

##### Apameini
- Apamea basimacula Boisduval, 1833
- Sesamia calamistis Hampson, 1910

##### Caradrinini
- Ariathisa abyssinia (Guenée, 1852)
- Athetis ignava (Guenée, 1852)
- Athetis pigra (Guenée, 1852)

##### Dypterigiini
- Feliniopsis consummata (Walker, 1857)
- Oedebasis longipalpis (Berio, 1959)
- Oedebasis ovipennis Hampson, 1902

##### Glottulini
- Brithys crini crini (Fabricius, 1775)
- Brithys crini pancratii (Cyrillo, 1787)

##### Noctuini

###### Agrotina
- Agrotis ipsilon (Hufnagel, 1766)

##### Phlogophorini
- Conservula cinisigna Joannis, 1906

##### Prodeniini
- Spodoptera cilium Guenée, 1852
- Spodoptera exigua (Hübner, 1808)
- Spodoptera littoralis (Boisduval, 1833)
- Spodoptera mauritia (Boisduval, 1833)

##### Xylenini

###### Xylenina
- Neostichtis ignorata Viette, 1958
- Neostichtis nigricostata (Hampson, 1908)

#### Plusiinae

##### Argyrogrammatini
- Argyrogramma signata (Fabricius, 1792)
- Chrysodeixis chalcites (Esper, 1798)
- Ctenoplusia dorfmeisteri (Felder & Rogenhofer, 1874)
- Ctenoplusia limbirena (Guenée, 1852)
- Thysanoplusia indicator (Walker, 1858)
- Thysanoplusia orichalcea (Fabricius, 1775)
- Vittaplusia vittata (Wallengren, 1856)

### Nolidae

#### Chloephorinae

##### Eariadini
- Earias biplaga Walker, 1866
- Earias insulana (Boisduval, 1833)

##### Sarrothripini
- Nycteola mauritia (Joannis, 1906)
- Pardasena virgulana (Mabille, 1880)

#### Nolinae

##### Nolini
- Mecothrix denauxi (Orhant, 2003)